# ジェームズ・シールズ
ジェームズ・アンソニー・シールズ（James Anthony Shields, 1981年12月20日 - ）は、アメリカ合衆国カリフォルニア州ロサンゼルス郡ニューホール出身の元プロ野球選手（投手）。右投右打。
愛称は重要な試合に強いことからビッグゲーム・ジェームズ（Big Game James）、ビッグゲームをスペイン語にしたフエゴ・グランデ（Juego Grande）、これを省略したフエゴG（Juego G）。
同じくメジャーリーガーのアーロン・ローワンドをいとこに持つ。

## 経歴

### プロ入りとレイズ時代
2000年のMLBドラフト16巡目（全体466位）でタンパベイ・デビルレイズから指名され、プロ入り。
2001年に傘下のA-級ハドソンバレー・レネゲーズでプロとしてのキャリアをスタートさせる。
2002年は、右肩を手術しシーズンを全休。
2003年と2004年は、A+級ベーカーズフィールド・ブレイズで先発として登板するも、防御率4点台に終わる。
2004年のシーズン終了後、メジャー4年目のシーズンを終えたローワンドに誘われて、シールズはローワンドと一緒にトレーニングを行い、そこで練習方法など様々なことを学ぶ。

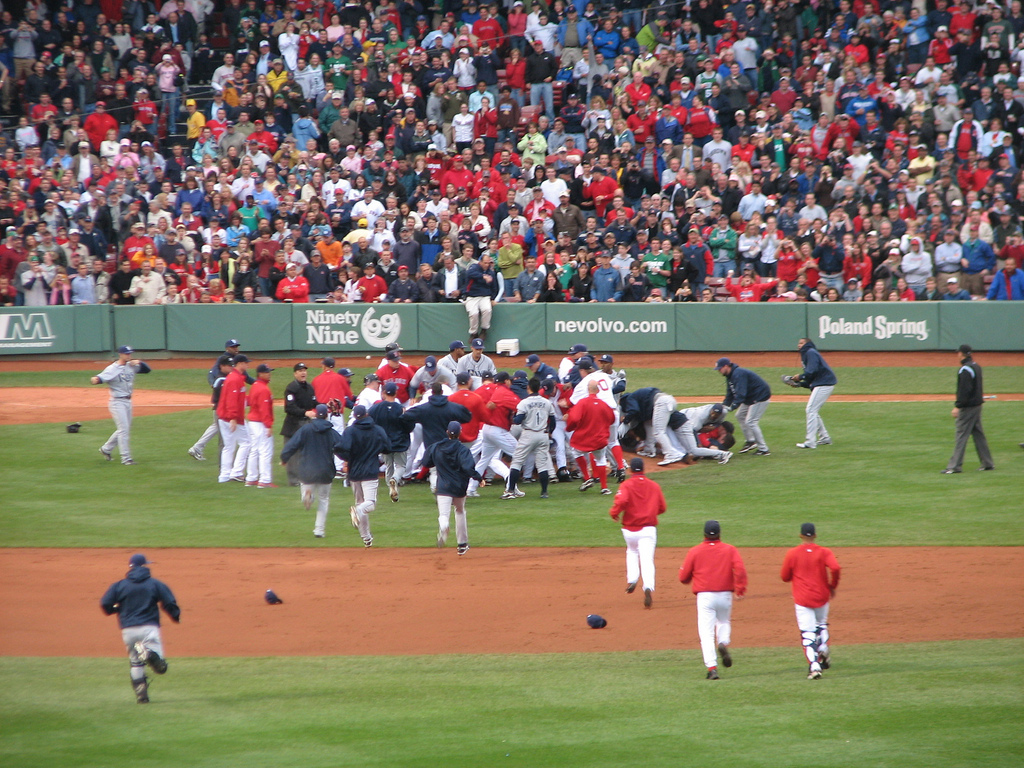
2008年6月5日の乱闘

2005年はAA級モンゴメリー・ビスケッツに昇格したシールズは17試合に登板（うち16試合に先発）し、7勝5敗、防御率2.80、104奪三振を記録した。
2006年mはAAA級ダーラム・ブルズで10試合に先発して防御率2.64という成績を残したところでメジャー昇格を果たし、5月31日にメジャーデビューを迎える。ボルチモア・オリオールズを相手に先発したデビュー戦こそ5回5失点で降板したシールズだが、その後の4試合で25イニング22奪三振、防御率1.80の好投を見せ4連勝。その後は早いカウントで投げるチェンジアップに適用されて成績を落とすが、シーズン終了まで先発ローテーションを守りきった。
2007年も開幕からローテーション入り。登板過多による故障を防ぐためシーズン投球回が215に達したところで残り試合の登板をチームに止められたものの、スコット・カズミアーに次ぐチーム2位の12勝を挙げた。同年オフに4年1125万ドル（2012年からは最大で3年2800ドルのオプション）で契約延長。
2008年は前年のチーム最多勝を記録したカズミアーが左ひじの故障で開幕から1か月故障者リスト入りしていたこともあり、自身初となる開幕投手を務めた。その開幕投手を務めた試合でシーズン初勝利を飾ると、6月に月間防御率が5点台だった以外はシーズンを通して前年以上に安定感のある投球を続けて、実質エースとして先発陣を引っ張り、自身最多でかつチーム最多勝となる14勝を記録。また、自身初となるポストシーズンでも活躍し、球団創設初の地区優勝・リーグ優勝に大きく貢献した。6月5日のボストン・レッドソックス戦ではココ・クリスプと大乱闘を起こし、6試合の出場停止処分を受けた。
2009年、2010年も年間を通して先発ローテを守ったが、防御率は悪化の傾向にあった。2010年は1試合6被弾を喫するなどリーグ最多の34被弾を記録した。
2011年は勝利数、奪三振、イニング、防御率、WHIPなどで自己ベストを記録し、自己最高のシーズンを送った。11完投、4完封はいずれもリーグ最多だった。なお、NLBで10完投を達成したのは、現在この年のシールズが最後となっている。
2012年も15勝を記録し、奪三振率は自己最高を記録した。しかし、レイズが年俸削減を図ったことから放出対象となった。

### ロイヤルズ時代
2012年12月9日にウィル・マイヤーズ、ジェイク・オドリッジ、マイク・モンゴメリー、パトリック・レナードとのトレードで、ウェイド・デービス、後日発表選手のエリオット・ジョンソンと共にカンザスシティ・ロイヤルズへ移籍した。

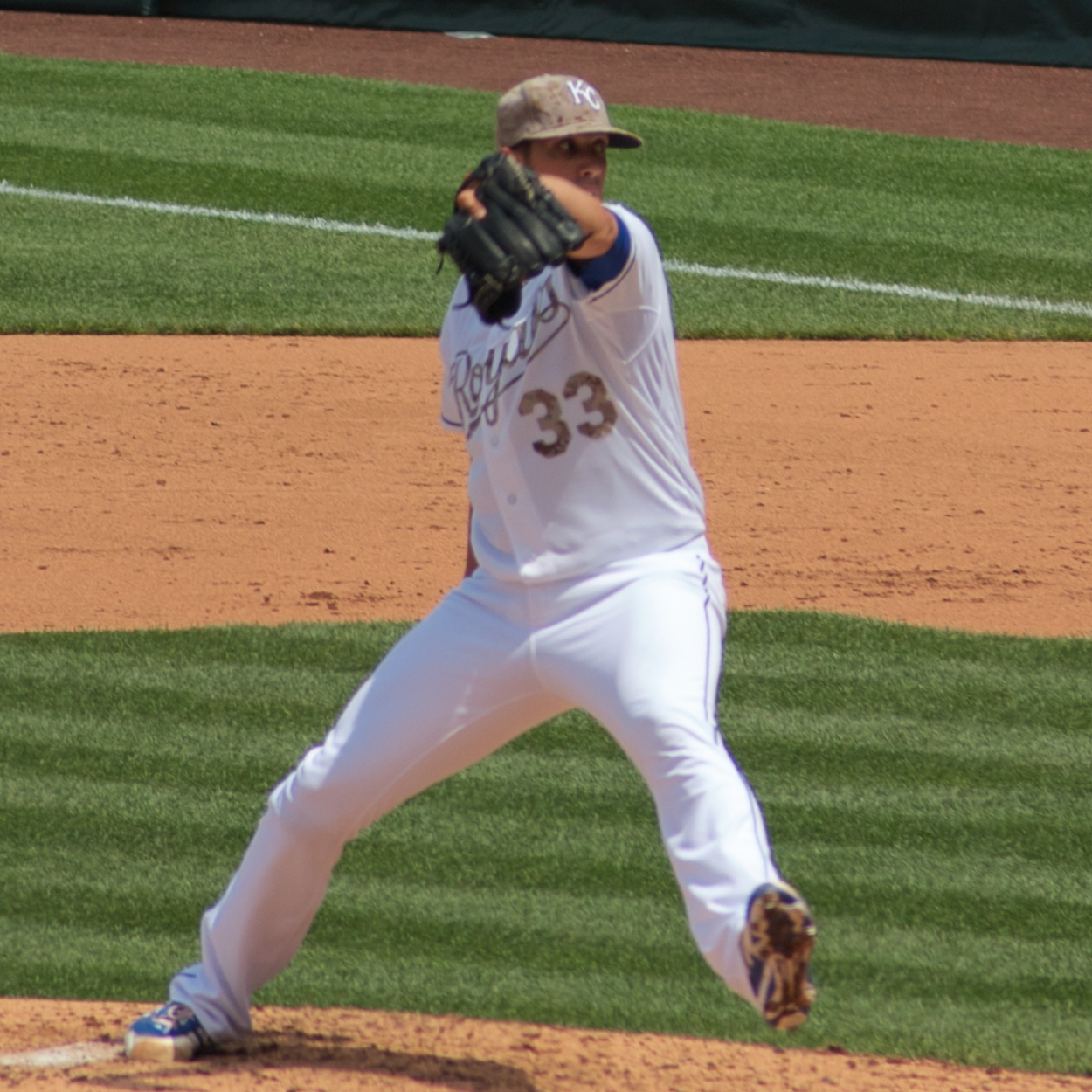
2013年5月27日

2013年はリーグ最多の228.2イニングを投げて13勝してチーム10年ぶりのシーズン勝ち越しに貢献した。
2014年も227イニングを投げて14勝を挙げ、チーム29年ぶりのワールドシリーズ進出に貢献した。
2014年オフにFAとなった。

### パドレス時代
2015年2月11日に4年総額7300万ドルでサンディエゴ・パドレスと契約。5年目の契約は年俸1600万ドルの球団オプション。この年は移籍により、指名打者制度のないナショナルリーグで、さらに本拠地が投手有利と言われるペトコ・パークになったにもかかわらず、防御率、被本塁打、与四球などが例年より極端に悪化してしまったが、連続シーズン200イニングは9年に更新した。
2016年は、開幕から勝ち星には恵まれないものの、安定した投球を続けていたが、5月31日の試合で2.2回を10失点と大炎上する。パドレスでの成績は2勝7敗、防御率4.32だった。

### ホワイトソックス時代
2016年6月4日にエリック・ジョンソン、フェルナンド・タティス・ジュニアとのトレードで、年俸の一部負担となる3100万ドルの金銭付きでシカゴ・ホワイトソックスへ移籍した。
移籍後初登板から3試合連続で7失点以上を喫する散々な出だしとなった。移籍後は22試合に先発登板したが、4勝12敗、防御率6.77、WHIP1.70と大炎上した。パドレスとの合算では、33試合の先発登板で6勝19敗、防御率5.85、181.2イニングで40被本塁打と135奪三振、WHIP1.60という成績で、連続2桁勝利と160奪三振以上は、いずれもルーキーイヤー以来10年ぶりに未達と散々なシーズンだった。
2017年2月14日、背番号を33に戻した。この年は開幕ローテーション入りしたが、4月21日にMLBキャリア初の故障者リスト入りした。6月に復帰し、6月24日のオークランド・アスレチックス戦で通算2000奪三振を達成したが、シーズン通算では21試合先発で5勝7敗、防御率5.23、WHIP1.44と前年から調子は上がらなかった。
2018年もリーグワーストの16敗を喫するなど、復活はならなかった。オフの10月29日に来季オプションを行使されず、FAとなった。
2019年以降はいずれの球団にも所属せず、引退状態となった。
2023年3月30日、本拠地トロピカーナ・フィールドで開催されたタンパベイ・レイズの開幕戦に登場し、古巣のファンの前で「引退式」ともいえる始球式を行った。
2025年のスプリングトレーニングでは古巣ロイヤルズのゲストコーチを務めた。

## 選手としての特徴

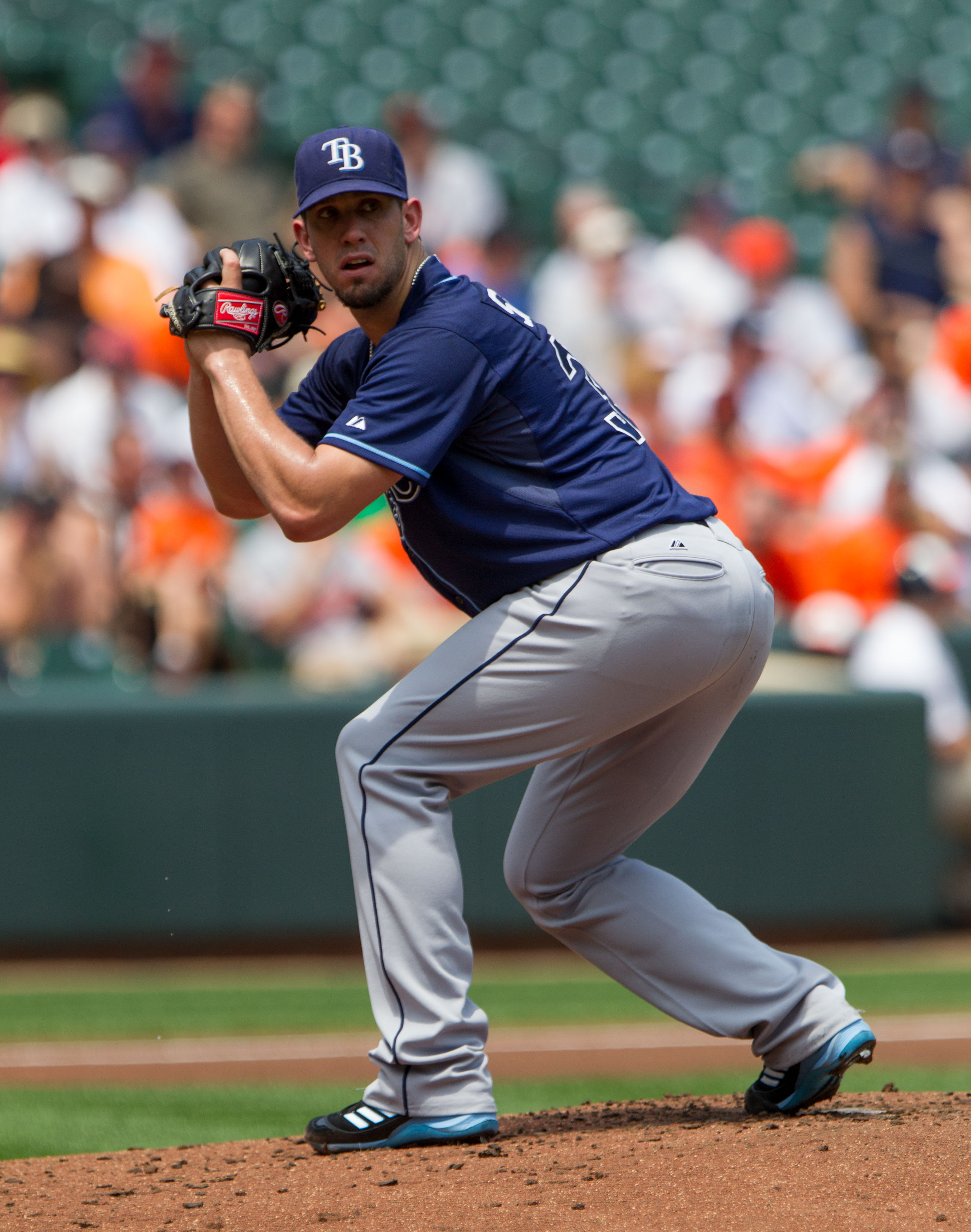
タンパベイ・レイズ時代
2012年7月26日

サイドスピン成分をやや多めに含むフォーシームと縦に鋭く変化するサークルチェンジが主な武器でこの2球種で投球全体の半分を占める。ほかにもツーシーム、ナックルカーブ、カットボールを投げる。2013年まではカーブとスライダーも投げていたが、現在は持ち球としていない。
また、制球力に優れていて、与四球が少ないため、高低左右を目一杯使って幅広く攻めていく投球が持ち味である。
2007年の成績では、与四球率が1.51でリーグ3位、K/BB（与四球1個あたりの奪三振数）が5.11で同2位、WHIPが1.107で同3位と、いずれも高い数値を残した。
MLBでも希少なイニングイーターとして知られ、先発ローテーションに定着した2007年以降は毎年200回、累計でメジャートップの1785.2回を投げており、タフネスぶりが身上である。
牽制が非常に上手く、2011年には両リーグ最多の13牽制死を記録した。これは右投手としてはチャーリー・ハフの14個に次ぐ史上2位の数字だった。

## 詳細情報

### 年度別投手成績
| 年 度     | 球 団     | 登 板 | 先 発 | 完 投 | 完 封 | 無 四 球 | 勝 利 | 敗 戦 | セ 丨 ブ | ホ 丨 ル ド | 勝 率 | 打 者 | 投 球 回 | 被 安 打 | 被 本 塁 打 | 与 四 球 | 敬 遠 | 与 死 球 | 奪 三 振 | 暴 投 | ボ 丨 ク | 失 点 | 自 責 点 | 防 御 率 | W H I P |
| --------- | --------- | ----- | ----- | ----- | ----- | -------- | ----- | ----- | -------- | ----------- | ----- | ----- | -------- | -------- | ----------- | -------- | ----- | -------- | -------- | ----- | -------- | ----- | -------- | -------- | ------- |
| 2006      | TB        | 21    | 21    | 1     | 0     | 0        | 6     | 8     | 0        | 0           | .429  | 540   | 124.2    | 141      | 18          | 38       | 5     | 5        | 104      | 9     | 0        | 69    | 67       | 4.84     | 1.44    |
| 2007      | TB        | 31    | 31    | 1     | 0     | 0        | 12    | 8     | 0        | 0           | .600  | 874   | 215.0    | 202      | 28          | 36       | 0     | 10       | 184      | 9     | 0        | 98    | 92       | 3.85     | 1.11    |
| 2008      | TB        | 33    | 33    | 3     | 2     | 1        | 14    | 8     | 0        | 0           | .636  | 877   | 215.0    | 208      | 24          | 40       | 0     | 12       | 160      | 6     | 0        | 94    | 85       | 3.56     | 1.15    |
| 2009      | TB        | 33    | 33    | 0     | 0     | 0        | 11    | 12    | 0        | 0           | .478  | 930   | 219.2    | 239      | 29          | 52       | 1     | 1        | 167      | 3     | 1        | 113   | 101      | 4.14     | 1.32    |
| 2010      | TB        | 34    | 33    | 0     | 0     | 0        | 13    | 15    | 0        | 0           | .464  | 899   | 203.1    | 246      | 34          | 51       | 2     | 5        | 187      | 13    | 2        | 128   | 117      | 5.18     | 1.46    |
| 2011      | TB        | 33    | 33    | 11    | 4     | 1        | 16    | 12    | 0        | 0           | .571  | 975   | 249.1    | 195      | 26          | 65       | 1     | 5        | 225      | 4     | 0        | 83    | 78       | 2.82     | 1.04    |
| 2012      | TB        | 33    | 33    | 3     | 2     | 3        | 15    | 10    | 0        | 0           | .600  | 944   | 227.2    | 208      | 25          | 58       | 2     | 11       | 223      | 7     | 1        | 103   | 89       | 3.52     | 1.17    |
| 2013      | KC        | 34    | 34    | 2     | 0     | 0        | 13    | 9     | 0        | 0           | .591  | 946   | 228.2    | 215      | 20          | 68       | 0     | 8        | 196      | 11    | 2        | 82    | 80       | 3.15     | 1.24    |
| 2014      | KC        | 34    | 34    | 1     | 1     | 0        | 14    | 8     | 0        | 0           | .636  | 939   | 227.0    | 224      | 23          | 44       | 0     | 11       | 180      | 12    | 2        | 95    | 81       | 3.21     | 1.18    |
| 2015      | SD        | 33    | 33    | 0     | 0     | 0        | 13    | 7     | 0        | 0           | .650  | 860   | 202.1    | 189      | 33          | 81       | 5     | 9        | 216      | 7     | 1        | 93    | 88       | 3.91     | 1.33    |
| 2016      | SD        | 11    | 11    | 0     | 0     | 0        | 2     | 7     | 0        | 0           | .222  | 284   | 67.1     | 69       | 9           | 27       | 2     | 1        | 57       | 3     | 0        | 33    | 32       | 4.28     | 1.43    |
| 2016      | CWS       | 22    | 22    | 1     | 0     | 0        | 4     | 12    | 0        | 0           | .250  | 538   | 114.1    | 139      | 31          | 55       | 1     | 7        | 78       | 7     | 0        | 89    | 86       | 6.77     | 1.70    |
| '16計     | CWS       | 33    | 33    | 1     | 0     | 0        | 6     | 19    | 0        | 0           | .240  | 822   | 181.2    | 208      | 40          | 82       | 3     | 8        | 135      | 10    | 0        | 122   | 118      | 5.85     | 1.60    |
| 2017      | CWS       | 21    | 21    | 0     | 0     | 0        | 5     | 7     | 0        | 0           | .417  | 516   | 117.0    | 116      | 27          | 53       | 3     | 3        | 103      | 5     | 0        | 72    | 68       | 5.23     | 1.44    |
| 2018      | CWS       | 34    | 33    | 0     | 0     | 0        | 7     | 16    | 0        | 0           | .304  | 871   | 204.2    | 190      | 34          | 78       | 0     | 9        | 154      | 11    | 1        | 115   | 103      | 4.53     | 1.31    |
| MLB：13年 | MLB：13年 | 407   | 405   | 23    | 9     | 5        | 145   | 139   | 0        | 0           | .511  | 10993 | 2616.0   | 2581     | 361         | 746      | 22    | 97       | 2234     | 107   | 10       | 1267  | 1167     | 4.01     | 1.27    |

- 各年度の太字はリーグ最高

### 年度別守備成績
| 年 度 | 球 団 | 投手（P） | 投手（P） | 投手（P） | 投手（P） | 投手（P） | 投手（P） |
| 年 度 | 球 団 | 試 合     | 刺 殺     | 補 殺     | 失 策     | 併 殺     | 守 備 率  |
| ----- | ----- | --------- | --------- | --------- | --------- | --------- | --------- |
| 2006  | TB    | 21        | 14        | 15        | 0         | 1         | 1.000     |
| 2007  | TB    | 31        | 30        | 24        | 1         | 3         | .982      |
| 2008  | TB    | 33        | 19        | 19        | 1         | 3         | .974      |
| 2009  | TB    | 33        | 16        | 25        | 2         | 5         | .953      |
| 2010  | TB    | 34        | 18        | 17        | 4         | 2         | .897      |
| 2011  | TB    | 33        | 19        | 32        | 3         | 2         | .944      |
| 2012  | TB    | 33        | 16        | 21        | 5         | 0         | .881      |
| 2013  | KC    | 34        | 11        | 21        | 3         | 2         | .914      |
| 2014  | KC    | 34        | 18        | 30        | 4         | 0         | .923      |
| 2015  | SD    | 33        | 10        | 30        | 3         | 2         | .930      |
| 2016  | SD    | 11        | 2         | 6         | 0         | 0         | 1.000     |
| 2016  | CWS   | 22        | 6         | 12        | 4         | 0         | .818      |
| '16計 | CWS   | 33        | 8         | 18        | 4         | 0         | .867      |
| 2017  | CWS   | 21        | 5         | 12        | 0         | 0         | 1.000     |
| 2018  | CWS   | 34        | 3         | 19        | 0         | 2         | 1.000     |
| MLB   | MLB   | 407       | 187       | 283       | 30        | 22        | .940      |

### 表彰
- プレイヤー・オブ・ザ・ウィーク：4回（2008年4月21日 - 27日、2011年4月18日 - 24日、2011年6月13日 - 19日、2012年9月3日 - 9日）

### 記録
- MLBオールスターゲーム選出：1回（2011年）

### 背番号
- 50（2006年 - 2007年途中）
- 33（2007年途中 - 2016年途中、2017年 - 2018年）
- 25（2016年途中 - 同年終了）